# Assembleia Municipal de Vila Franca de Xira
A Assembleia Municipal de Vila Franca de Xira é o órgão autárquico responsável pelo debate, aprovação e fiscalização de projetos municipais, quer propostos pelos partidos, quer pela câmara municipal.

## Descrição Geral
A Assembleia Municipal de Vila Franca de Xira é o órgão deliberativo do Município tendo as competências de apreciação e fiscalização e as competências de funcionamento previstas na lei.
A Assembleia Municipal reúne em cinco sessões ordinárias anuais, em fevereiro, abril, junho, setembro e novembro ou dezembro.
Constituída por 33 membros eleitos pelo colégio eleitoral do Município e seis Presidentes de Junta de Freguesia a Assembleia Municipal de Vila Franca Xira realiza sessões públicas e com um período para intervenção do público.

## Composição
A Assembleia Municipal é constituída por 39 eleitos: 20 representantes do PS (incluindo os seis Presidentes de Junta de Freguesia); 8 representantes da CDU; 4 representantes da Coligação “Nova Geração” (PSD, MTP e PPM), 3 representantes do Chega; 2 representantes do Bloco de Esquerda; 1 representante do CDS-PP e 1 representante do PAN.

### Mesa da Assembleia Municipal
Presidente: Sandra Marcelino - PS

### Deputados eleitos diretamente

#### Partido Socialista (PS)
- Paulo Afonso
- Isabel Santos
- Bruno Cordeiro
- Esperança Câncio
- Teodoro Roque
- Cláudia Prazeres
- Pedro Sá
- André Vaz
- Ana Carla Costa
- Pedro Canto
- Pedro Gaspar
- Célia Monteiro
- Luís Monteiro Carvalho

#### Coligação Democrática Unitária (CDU)
- Jorge Carvalho
- Dulce Arrojado
- Luís Mestre
- André Nunes
- Elsa Arruda
- João Milheiro
- Ricardo Mendes
- Élia Granja

#### Coligação Nova Geração (CNG)
- Rui Rei
- Paulo Horta
- Rui Rocha
- Florinda Lobato

#### Partido Chega (CH)
- Diana Monteiro
- Diogo Monteiro
- António Miguel Correia

#### Bloco de Esquerda (BE)
- Maria José Vitorino
- João Fernandes

#### Centro Democrático Social - Partido Popular (CDS-PP)
- Filomena Rodrigues

#### Pessoas-Animais-Natureza (PAN)
- Nélson Simões Batista

### Presidentes das Juntas de Freguesia (deputados eleitos indiretamente, por inerência)
- Mário Cantiga - Presidente da União das Freguesias de Alhandra, São João dos Montes e Calhandriz- PS
- Cláudio Lotra - Presidente da União das Freguesias de Alverca do Ribatejo e Sobralinho- PS
- Mário Baptista - Presidente da União das Freguesias da Castanheira do Ribatejo e Cachoeiras- PS
- Ana Cristina Pereira - Presidente da União das Freguesias da Póvoa de Santa Iria e Forte da Casa- PS
- João Tremoço - Presidente da Junta de Freguesia de Vialonga- PS
- João Santos - Presidente da Junta de Freguesia de Vila Franca de Xira- PS